# 聖エウラリア (ウォーターハウスの絵)
『聖エウラリア』（せいエウラリア、Saint Eulalia）は、イギリスのラファエロ前派の画家ジョン・ウィリアム・ウォーターハウスの絵画である。1885年に制作され、イギリスのテート・ブリテンに収蔵されている。カンバスに油彩。ローマ帝国の支配下にあったスペインのメリダで殉教した12歳の少女エウラリアの受難とその後に起きた奇跡の場面を描いた作品である。

## 題材になった物語
4世紀から5世紀のスペインの詩人プルデンティウス（348-410）の記述に基づいて 12 歳の少女エウラリアの殉教を描いたものである。304年当時、スペインはローマ帝国の支配下にあり、キリスト教が禁止され、ローマの神々のみを崇拝することが強制されていた。そのローマの神々に生贄を捧げるのを拒否したため、エウラリアは残忍な方法で処刑された。すると、その様子を見ていた人々の目の前でエウラリアの口から白い鳩が飛び立ち、天に向かった。さらに、あたかもエウラリアの遺体を覆って守るために雪が降り出す奇跡を見て、処刑人たちは恐怖で逃げ出したという。

## 作品の解説
ウォーターハウスの時代の好みに従って、描かれているエウラリアの遺体には、鞭打ちや火を押し当てられたとする残忍な処刑を受けた傷跡や火傷の痕は描かれていない。12歳の少女とするにはより成熟した女性として描かれている。大胆な構図が特徴的で、横たわる遺体は遠近法を用いた描写で奥行きが短く見える。また、背景の人物を遠くに置き、画面中央に大きな空間を設け、見る者の視線をエウラリアに誘導している。

## 脚注

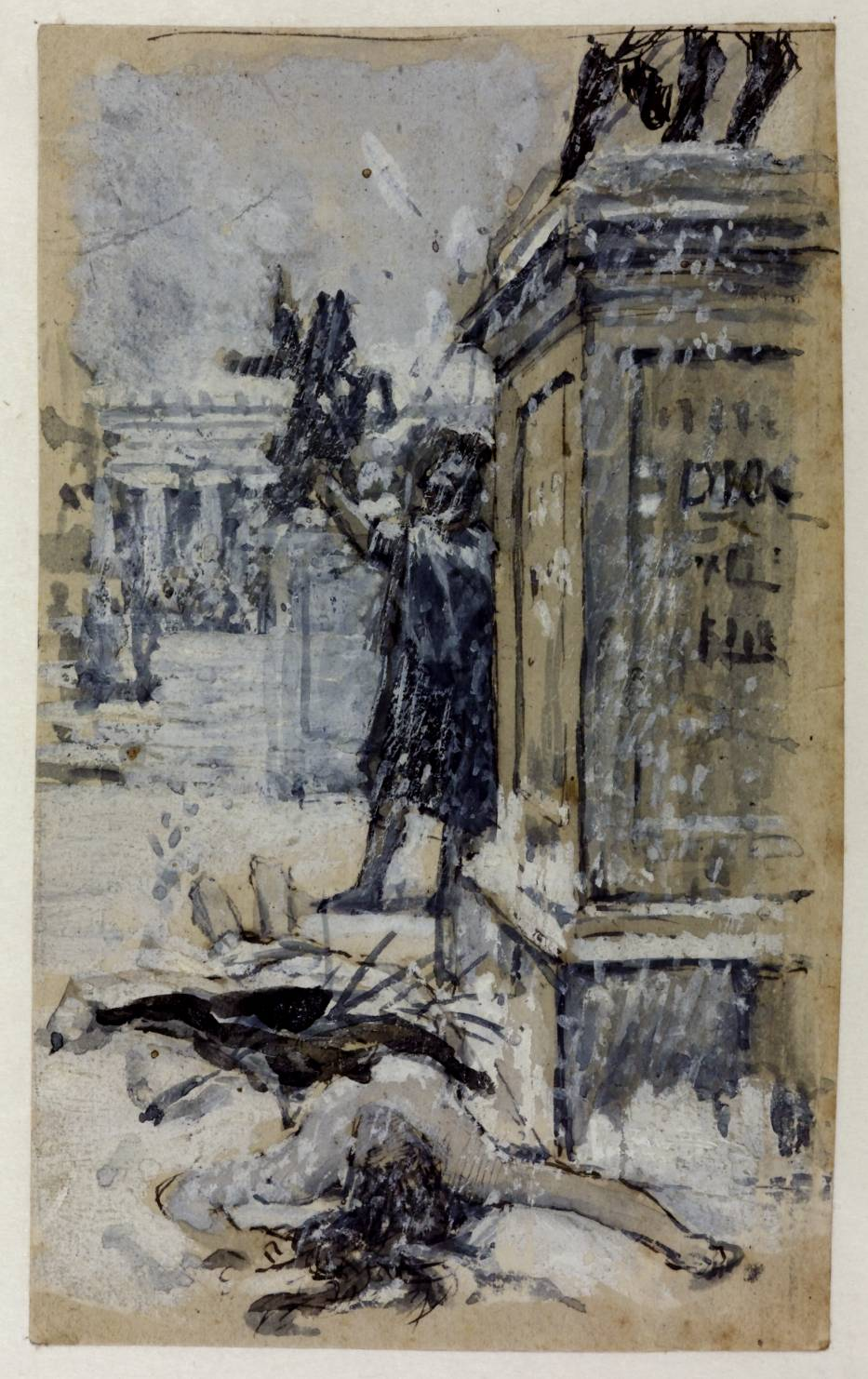
『聖エウレリア』の習作

## 読書案内
- Dorment, Richard (29 June 2009), “Waterhouse: The modern Pre-Raphaelite, at the Royal Academy – review”, The Daily Telegraph.
- Moyle, Franny (13 June 2009), “Pre-Raphaelite art: the paintings that obsessed the Victorians [print version: Sex and death: The paintings that obsessed the Victorians]”, The Daily Telegraph (Review):  pp. R2–R3.
- Noakes, Aubrey, Waterhouse. John William Waterhouse, Chaucer Press, 2004.
- Simpson, Eileen (17 June 2009), “Pre-Raphaelites for a new generation: Letters, 17 June: Pre-Raphaelite revival”, The Daily Telegraph.
- Trippi, Peter, J.W. Waterhouse, Phaidon Press, 2005.